# 食卓から愛をこめて
『食卓から愛をこめて』（しょくたくからあいをこめて）は、1998年10月14日から同年12月23日まで、テレビ東京系で毎週水曜20時に放送された賀来千香子主演のテレビドラマ。
夫の会社の倒産がきっかけとなり崩壊しかけた家庭を立て直すため明るさを失わず頑張る主婦の姿を描く。

## キャスト
- 三崎遥香 - 賀来千香子
- 三崎周一 - 内藤剛志
- 高村みどり - 羽野晶紀
- 野村達也 - 北原雅樹
- 三崎雄平 - 谷啓
- 三崎愛子 - 佐久間良子
- 三崎里奈 - 五十嵐瑞穂
- 森田純 - 及川麻衣
- - うじきつよし
- - 飯田基祐
- - 山口杏子

## スタッフ
- 脚本 - 金谷祐子
- 演出 - 藤田明二、松田秀知
- プロデューサー - 橋本かおり、高橋萬彦、大野晴雄
- 音楽 - 書上奈朋子

## 主題歌
- 「ボレロ」 エキセントリック・オペラ

## ネット局
- TX テレビ東京（制作局）
- TVh テレビ北海道
- TVA テレビ愛知
- TVO テレビ大阪
- TSC テレビせとうち
- TVQ TXN九州（現・TVQ九州放送）

| テレビ東京系 水曜20時台 | テレビ東京系 水曜20時台 | テレビ東京系 水曜20時台 |
| 前番組                  | 番組名                  | 次番組                  |
| ----------------------- | ----------------------- | ----------------------- |
| 素晴らしき家族旅行      | 食卓から愛をこめて      | 別れたら好きな人        |